# BOOK BAR
『BOOK BAR』（ブック・バー）は、J-WAVEにて2008年4月5日から2019年3月30日まで放送されていた、本をテーマにしたトーク番組。

## 概要
- ナビゲーターは大倉眞一郎と杏。毎回、2人が互いにお気に入りの本を紹介し、それを基に四方山話を展開する番組。また不定期に、2人が共通のテーマに沿って本の紹介を行う特集企画や、作家等のゲストを迎えてのトーク企画が組まれることもあった。番組初期は、毎回決められたテーマに沿って書籍を紹介していた。
- 紹介される本は、新刊であるかないかに拘らず、ジャンルも小説・文学のほか、随筆・エッセイ、ノンフィクション、実用書、専門書、写真集など多岐にわたった。漫画が紹介されることもあり、特集が組まれることもあった。
- 毎年最後の放送では「BOOK BAR大賞」と称し、大倉と杏が1年間の放送で紹介した本の中から、一番良かったと思う書物をそれぞれ1冊ずつ発表した。
- 2013年10月 - 2014年9月は、ワイド番組『PRIME FACTOR』の内包・フロート番組となり、30分枠で放送された。この間は大倉と杏が毎週1人ずつ交代で、本を紹介するスタイルとなっていた。
- 2019年3月30日に放送終了。11年間の放送で、1000冊以上の本が紹介された。

### コーナー
- BOOK STAND
2011年1月1日より開始。著名人（週替わりないし、2週から3週連続で出演）が登場し、読書にまつわるエピソードやお気に入りの本を紹介する。本の雑誌社のウェブサイト「WEB本の雑誌」（サイト内には同名のページ「BOOK STAND」がある）との連携企画であった。
- 一冊入魂
2014年10月5日（4日深夜）より開始。週替わりで書店員が登場し、おすすめの本を紹介する。

## 放送時間
- 2008年4月5日 - 2013年9月28日
毎週土曜 23:00 - 23:54
- 2013年10月5日 - 2014年9月27日
毎週土曜 23:20 - 23:50
  - ワイド番組『PRIME FACTOR』に内包・フロート番組化。放送時間が変更・短縮された。
- 2014年10月5日（4日深夜） - 2017年3月25日（26日深夜）
毎週日曜 0:00 - 1:00（土曜深夜）
  - 再び単独番組となり、最長となる60分枠での放送となった。
- 2017年4月1日 - 2019年3月30日（番組終了）
毎週土曜 22:00 - 22:54
  - 番組開始から2013年9月28日までの54分枠に戻る。

## その他
- 番組内で紹介された本の一部は、J-WAVEのオンラインショップ「J-WAVE BOOK ONLINE」でも販売された。
- 放送開始からしばらくは朝日新聞社・朝日新聞出版がスポンサーにつき、『ASAHI SHIMBUN BOOK BAR』のタイトルで放送されていた。
- 2010年に、杏が当時レギュラー出演していたテレビ番組『Jブンガク』（NHK教育テレビ）とコラボレーションを実施した。当番組の7月24日・8月1日放送分にロバート・キャンベルと加賀美セイラがゲスト出演し、『Jブンガク』の7月27日 - 30日放送分に大倉がゲスト出演した。
- 2014年11月2日（1日深夜） - 2015年3月29日（28日深夜）、および2015年11月8日（7日深夜） - 2018年3月まで、大正製薬のリポビタンフィール（杏がCMキャラクターとして起用されていた）がスポンサーにつき、番組内で商品のプレゼント企画が行われた。
- 2015年8月には、杏が体調不良で一時休養したことに伴い、9日（8日深夜）放送分には板井麻衣子が、16日（15日深夜）および23日（22日深夜）放送分には安田菜津紀がそれぞれ代役を務め、大倉とともに本の紹介やトークを展開した。
- 2018年2月27日、番組発の本『BOOK BAR お好みの本、あります。』が発売された。これを記念し、2月25日には八重洲ブックセンター八重洲本店において番組初の公開収録が行われ、その模様は3月3日の番組で放送された。
- 2019年3月23日と3月30日（最終回）は、番組終了に伴う特別企画『Book For You: 感謝を込めて、本贈ります!』を実施した。リスナーの生活スタイルや悩みを事前に募集し、2回の放送で合計8名のリスナーに対し、大倉と杏が最適な本を選び、プレゼントした。

## 関連書籍
- BOOK BAR お好みの本、あります。
  - 杏・大倉眞一郎共著、新潮社、2018年2月27日発売 ISBN 978-4103516316
  - 番組放送10年を期に、これまで番組で紹介した1000冊以上の作品の中から厳選した50冊をまとめて紹介している。